# Feriecenter
Et feriecenter  er et selvstændigt kommercielt etablissement, som udbyder det meste af, hvad feriegæster søger. Det gælder mad, drikke, svømning, overnatning, sport, underholdning og shopping. 
På et feriecenter kan der være værelser, lejligheder, hytter og/eller feriehuse. 
På de fleste feriecentre er det muligt at booke ophold på ugebasis, samt at holde korte miniferier og weekendophold. Booking af ophold på de danske feriecentre foregår for en stor dels vedkommende over internettet, hvor der findes portaler, der har specialiseret sig i online bookning af ophold på feriecentre.

## Feriecentre i Danmark
I Danmark findes både større og mindre feriecentre, som er organiseret og bookes igennem forskellige virksomheder. Virksomhederne inkluderer: Landal Greenparks, Lalandia, Danland og FolkeFerie.dk.